# Les Vans
Les Vans is een gemeente in het Franse departement Ardèche (regio Auvergne-Rhône-Alpes). De plaats maakt deel uit van het arrondissement Largentière. Les Vans telde op 1 januari 2022 2.680 inwoners.
Les Vans was in de zestiger jaren een ontmoetingsplaats voor hippies; velen van hen zijn er in de destijds leegstaande huizen (hameaux) in de omgeving gaan wonen.

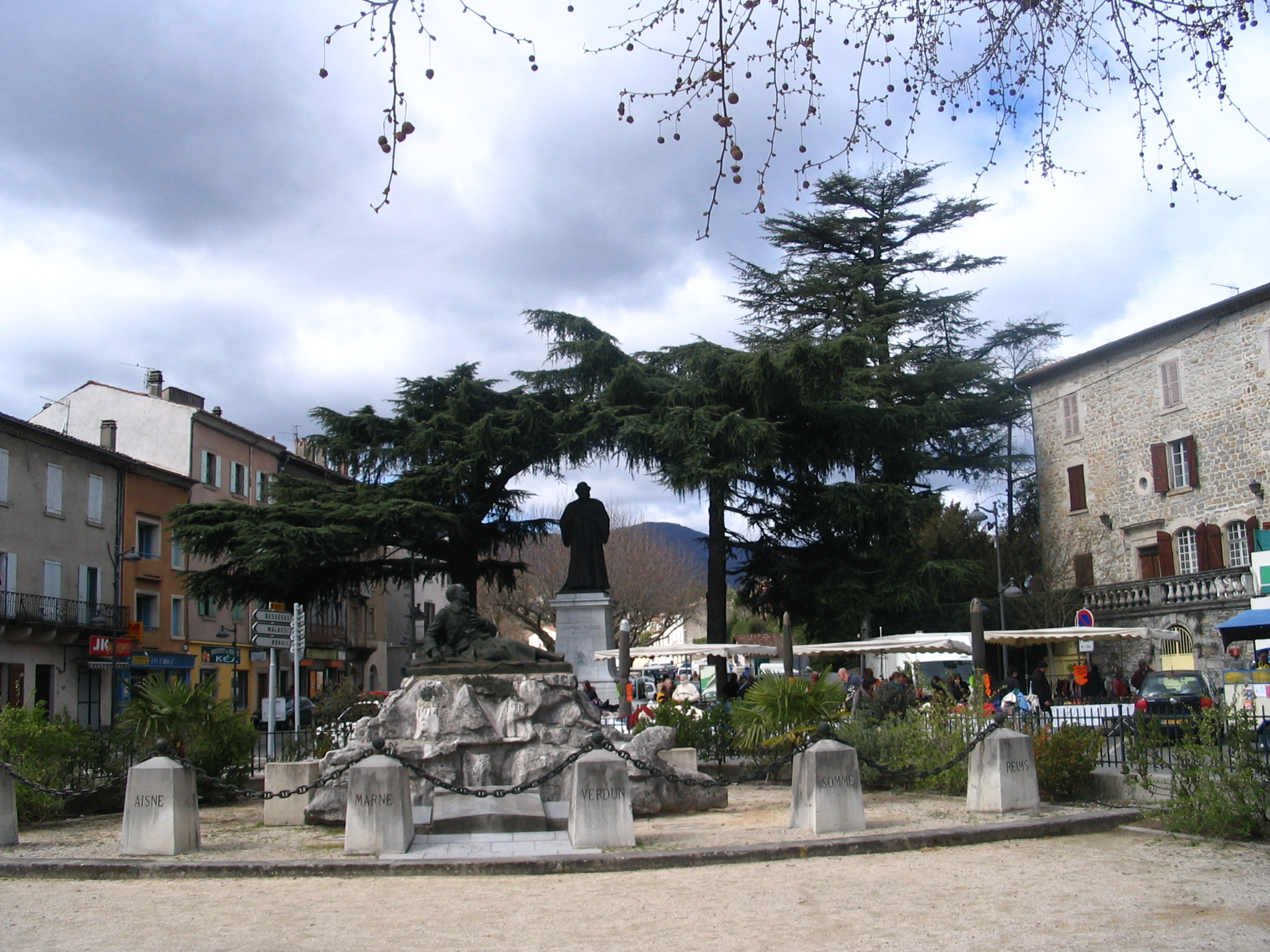
Les Vans, place Léopold Ollier

## Geografie
De oppervlakte van Les Vans bedroeg op 1 januari 2022 31,09 vierkante kilometer; de bevolkingsdichtheid was toen 86,2 inwoners per km².
De onderstaande kaart toont de ligging van Les Vans met de belangrijkste infrastructuur en aangrenzende gemeenten.

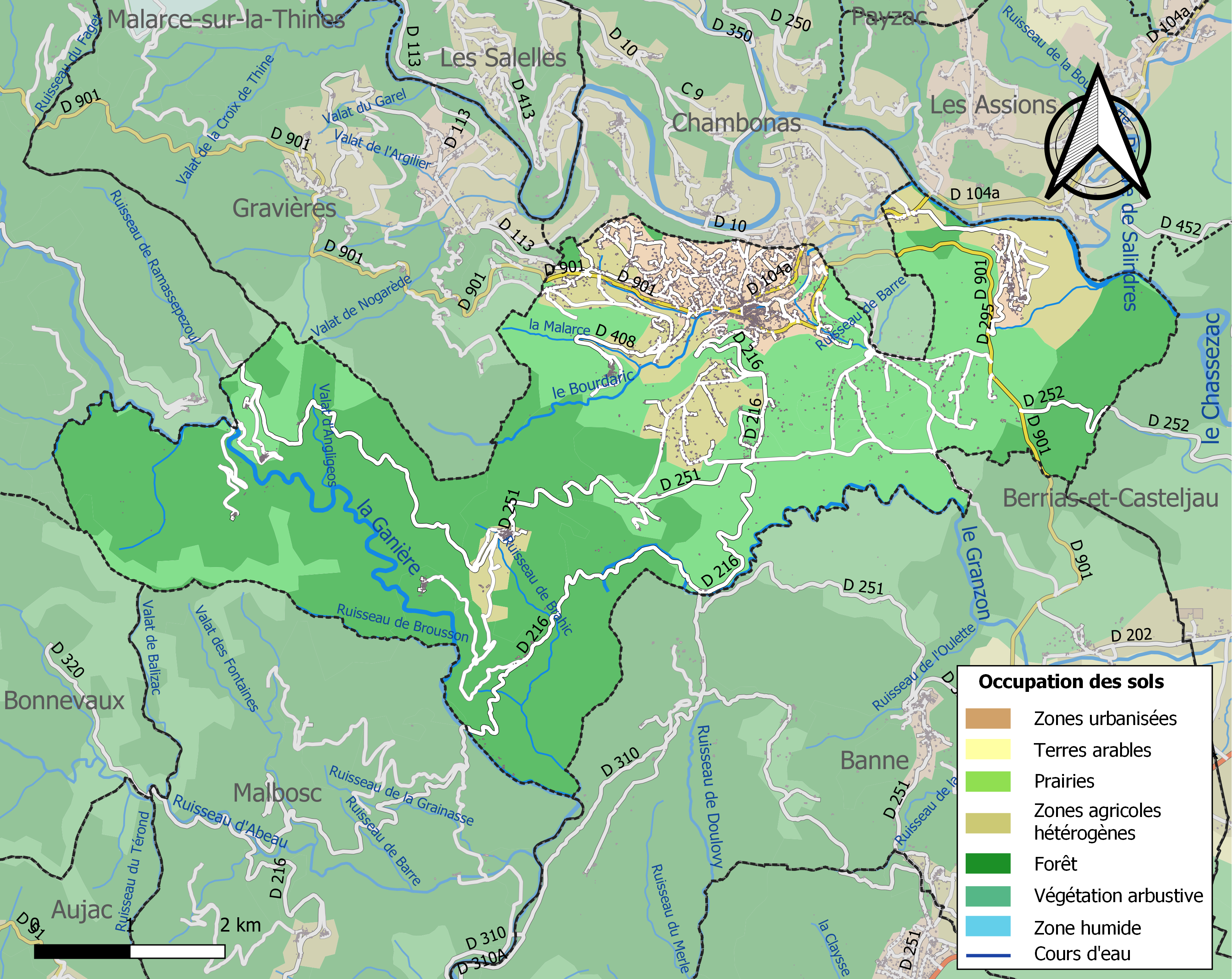

## Demografie
Onderstaande figuur toont het verloop van het inwonertal (bron: INSEE-tellingen).

Vanwege een beveiligingsprobleem met de MediaWiki Graph-software is het momenteel niet mogelijk deze grafiek weer te geven. Zodra de software is bijgewerkt zal de grafiek vanzelf weer zichtbaar worden.

## Cultuur
Veel cafés en terrasjes rondom place Léopold Ollier. In 17e-eeuwse centrum vele restaurantjes.

## Evenementen
- Regionale markt op elke zaterdagochtend
- Kermis van 1 tot 15 april.
- Optocht op 2e pinksterdag.
- Olijvenfeest op de 3e zondag in juli.
- Pottenbakkersmarkt in juli.
- Festival Afrique in augustus: Afrikaanse cultuur, muziek, dans, toneel en exposities.
- "Castagnade" kastanjefeest, laatste zaterdag in oktober.
- Marché Nocturne: Kunst- en ambachtsmarkt op elke dinsdagavond in juli en augustus.

## Omgeving
- Gorges du Chassezac: Woeste kloof, gevormd door de rivier Chassezac.
- Bois de Païolive: Grillig gevormd bos bestaande uit een doolhof van -door erosie tot kunstzinnig gevormde- kalksteenrotsen, eiken, orchideeën en geraniums.
- Thines: Bergdorp met 12e-eeuwse Romaanse kerk. Werd door bedevaartgangers naar Santiago de Compostella vaak aangedaan. Vergezichten.
- Malarce: De eeuwenoude kerk is tot 2002 nog in gebruik geweest.
- Naves: Middeleeuwse kapel.
- Brahic: Te midden van imposante bergen, dalen en natuur.

## Afbeeldingen

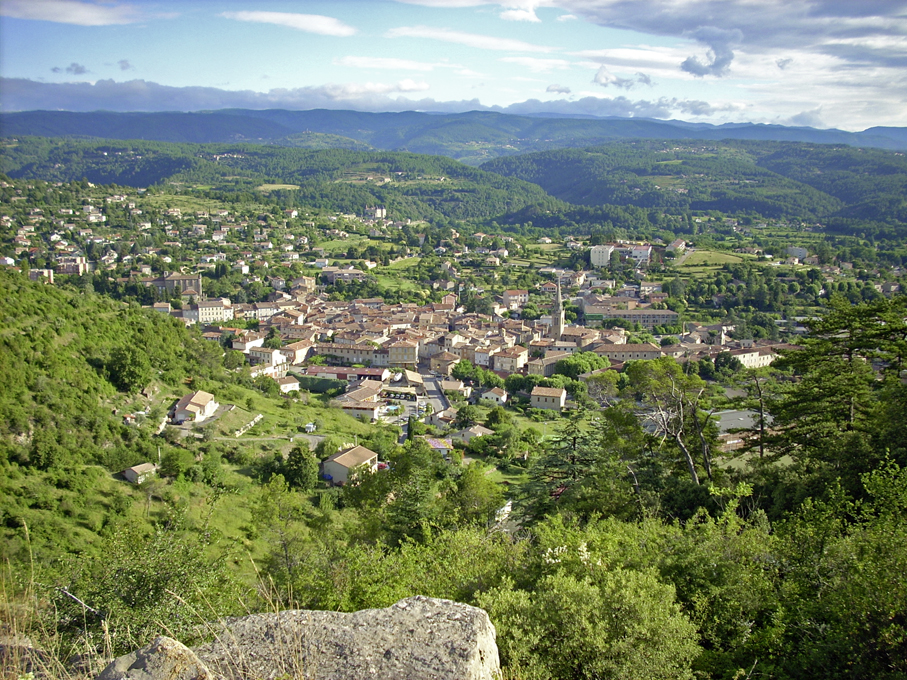
Blik op Les Vans
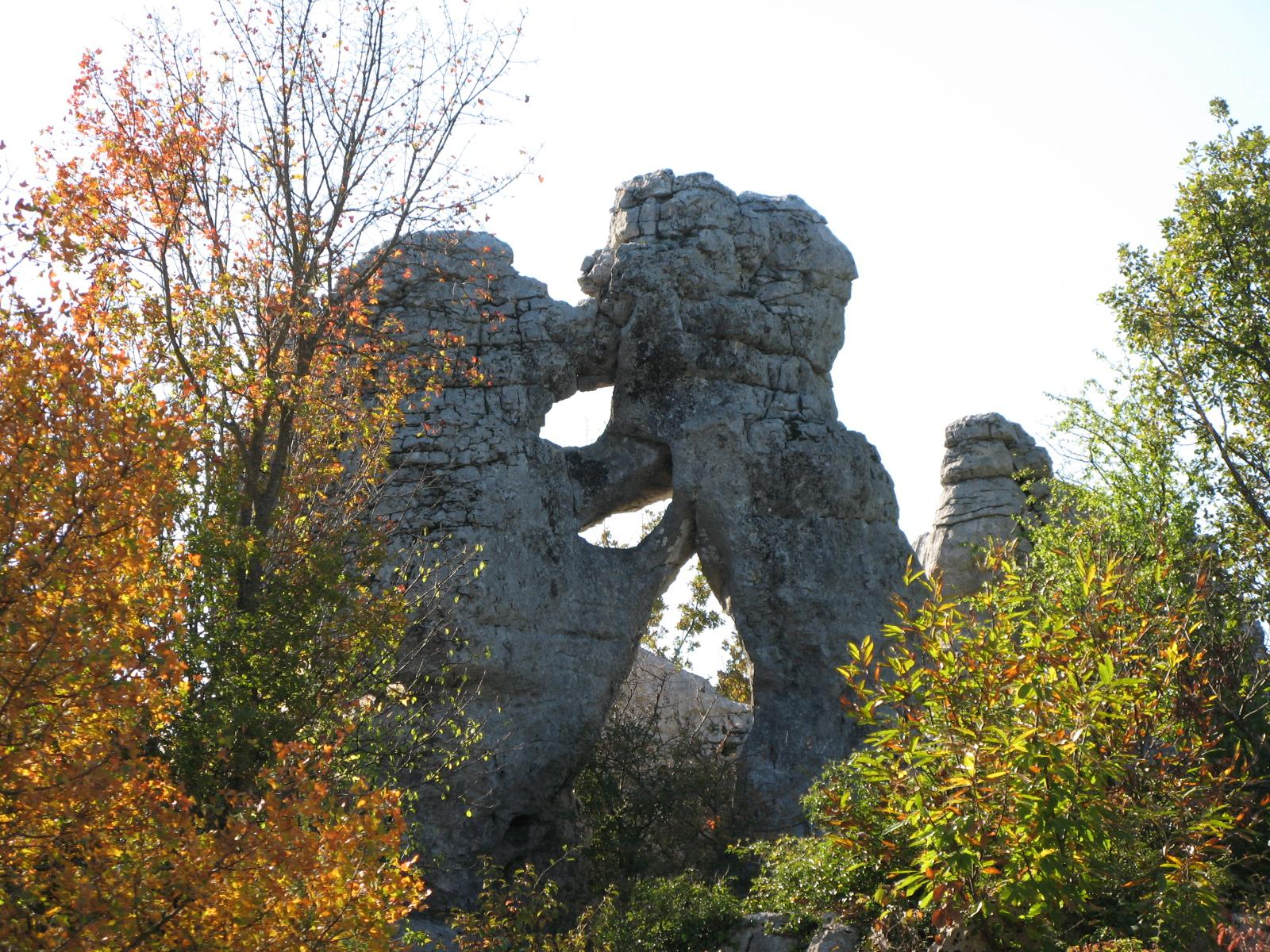
Rotsformatie in Bois de Païolive: L'ours et le lion (De beer en de leeuw)